# Schawki Ibrahim Allam

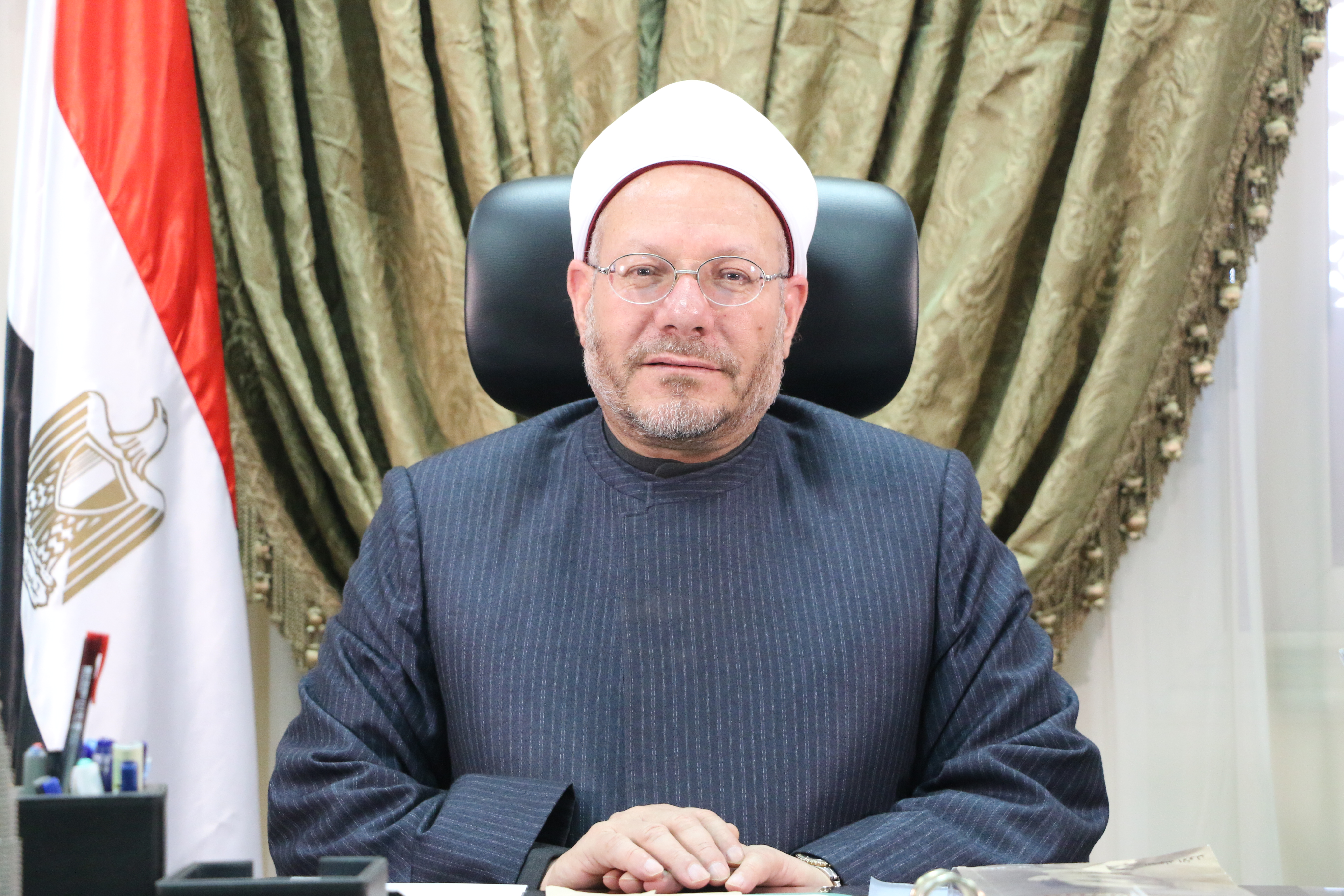
Schawki Ibrahim Allam, 2016

Schawki Ibrahim Allam (arabisch شوقي إبراهيم علام Schauqi Ibrahim Allam, DMG Šauqī Ibrāhīm ʿAllām; * 12. August 1961 in Kom Hamada, Gouvernement al-Buhaira (Beheira)) ist ein Professor für islamisches Recht. Er ist seit 2013 der ägyptische Großmufti und Nachfolger von Ali Gomaa.